# Kabinett Hertling (Bayern)
Das Kabinett Hertling bildete vom 10. Februar 1912 bis 2. November 1917 unter dem Prinzregenten Luitpold bzw. dem Prinzregenten, späterem König Ludwig III. die Landesregierung des Königreiches Bayern.
| Amt                        | Name |
| -------------------------- | --- |
| Ministerpräsident, Äußeres | Georg von Hertling |
| Justiz                     | Heinrich von Thelemann |
| Inneres                    | Max Freiherr von Soden-Frauenhofen bis 7. Dezember 1916 Friedrich Ritter von Brettreich                                                                                                 |
| Kultus                     | Eugen Ritter von Knilling |
| Finanzen                   | Georg von Breunig |
| Krieg                      | Carl Graf von Horn bis 14. Februar 1912 Otto Freiherr Kreß von Kressenstein bis 7. Dezember 1916 Maximilian Freiherr von Speidel vorläufig Philipp von Hellingrath ab 11. Dezember 1916 |
| Verkehr                    | Lorenz Ritter von Seidlein |